# Matosinhos e Leça da Palmeira
Matosinhos e Leça da Palmeira (oficialmente: União das Freguesias de Matosinhos e Leça da Palmeira) é uma freguesia portuguesa do município de Matosinhos e Área Metropolitana do Porto com 11,28 km² de área e 49034 habitantes (censo de 2021). A sua densidade populacional é 4 347 hab./km².

## História
Foi constituída em 2013, no âmbito de uma reforma administrativa nacional, pela agregação das antigas freguesias de Matosinhos e Leça da Palmeira e tem a sede em Matosinhos.

## Demografia
A população registada nos censos foi:
| Ano  | 0-14 Anos | 15-24 Anos | 25-64 Anos | > 65 Anos |
| 2001 | 7112      | 6509       | 25862      | 6220      |
| 2011 | 7217      | 5146       | 28807      | 8316      |
| 2021 | 6447      | 4787       | 26644      | 11156     |

À data da junção das freguesias, a população registada no censo anterior foi:
| Freguesia atual               | Freguesia atual  | Freguesia atual | Freguesias antigas | Freguesias antigas | Freguesias antigas |
| Freguesia                     | População (2011) | Área (km²)      | Freguesia          | População (2011)   | Área (km²)         |
| ----------------------------- | ---------------- | --------------- | ------------------ | ------------------ | ------------------ |
| Matosinhos e Leça da Palmeira | 49 486           | 11,28           | Matosinhos         | 30 984             | 5,31               |
| Matosinhos e Leça da Palmeira | 49 486           | 11,28           | Leça da Palmeira   | 18 502             | 5,97               |